# Lijst van Formula Regional European Championship-coureurs
De volgende coureurs hebben ten minste één start in het Formula Regional European Championship gemaakt vanaf 2019. Van actieve coureurs (seizoen 2025) zijn de namen vet afgedrukt.
De lijst is bijgewerkt tot 4 juli 2025.

## A
- Arthur Aegerter
- William Alatalo
- Rashid Al Dhaheri
- Saqer Al Maosherji
- Marcus Amand
- Romain Andriolo
- Andrea Kimi Antonelli - Kampioen 2023
- Pietro Armanni
- Paul Aron

## B
- Tereza Bábíčková
- Brando Badoer
- Nicolás Baptiste
- Isaac Barashi
- Alexandre Bardinon
- Eduardo Barrichello
- Tom Beckhäuser
- Nikita Bedrin
- Jack Beeton
- Dino Beganovic - Kampioen 2022
- Michael Belov
- Brad Benavides
- John Bennett
- Victor Bernier
- Nandhavud Bhirombhakdi
- Roman Biliński
- Isac Blomqvist
- Akshay Bohra
- Nikhil Bohra
- Édouard Borgna
- Gabriel Bortoleto
- Jett Bowling
- Mari Boya
- Francesco Braschi
- Thomas ten Brinke
- Léna Bühler

## C
- Olli Caldwell
- Rafael Câmara - Kampioen 2024
- Macéo Capietto
- Jesse Carrasquedo jr.
- Cenyu Han
- Jamie Chadwick
- Álvaro Cho
- Pierre-Louis Chovet
- Pedro Clerot
- Ido Cohen
- Andrea Cola
- Franco Colapinto

## D
- Hadrien David
- Zachary David
- Matteo De Palo
- Bruno Del Pino
- Enzo Deligny
- Pietro Delli Guanti
- Arias Deukmedjian
- Ivan Domingues
- Keith Donegan
- Joshua Dufek
- Joshua Dürksen

## E
- Ean Eyckmans
- Andreas Estner

## F
- Alessandro Famularo
- Jasin Ferati
- Emerson Fittipaldi jr.
- Enzo Fittipaldi
- Adam Fitzgerald
- Sophia Flörsch
- Lorenzo Fluxá
- Leonardo Fornaroli
- Igor Fraga

## G
- Gao Yujia
- Belén García
- Marta García
- José Garfias
- Tim Gerhards
- Evan Giltaire
- Alessandro Giusti
- Axel Gnos
- Oliver Goethe
- Nico Göhler
- Dion Gowda
- Raúl Guzmán

## H
- Isack Hadjar
- Dennis Hauger
- Kas Haverkort
- Callum Hedge
- Gillian Henrion
- Laurens van Hoepen
- Dilano van 't Hoff
- Jake Hughes

## K
- Niko Kari
- William Karlsson
- Taito Kato
- Valentin Kluss
- Ivan Klymenko
- Niels Koolen
- Tymek Kucharczyk
- Aditya Kulkarni

## L
- Nicola Lacorte
- Konsta Lappalainen
- Kanato Le
- Tom Lebbon
- Arthur Leclerc
- Noel León
- Ruiqi Liu
- Shannon Lugassy

## M
- Zane Maloney
- Nicola Marinangeli
- Giovanni Maschio
- Esteban Masson
- Joey Mawson
- Lucas Medina
- Sami Meguetounif
- Gabriele Minì
- Sebastián Montoya

## N
- Théophile Naël
- Jin Nakamura
- Matteo Nannini

## O
- Sebastian Øgaard

## P
- Oleksandr Partyshev
- Patrik Pasma
- Dexter Patterson
- Emidio Pesce
- Gianluca Petecof - Kampioen 2020
- Enzo Peugeot
- Edgar Pierre
- Doriane Pin
- Francesco Pizzi
- Pierre-Alexandre Provost

## Q
- Amna Al Qubaisi
- Hamda Al Qubaisi
- Alex Quinn

## R
- Santiago Ramos
- Oliver Rasmussen
- Facu Regalia
- Levente Révész
- Enzo Richer
- Valerio Rinicella
- Edu Robinson
- Ian Rodríguez
- Andrea Rosso

## S
- Javier Sagrera
- Grégoire Saucy - Kampioen 2021
- Alex Sawer
- David Schumacher
- Enzo Scionti
- Sharon Scolari
- Elias Seppänen
- Marcos Siebert
- Freddie Slater
- Kirill Smal
- Tommy Smith
- Francisco Soldavini
- Martinius Stenshorne
- Noah Strømsted
- Kacper Sztuka

## T
- Owen Tangavelou
- Tuukka Taponen
- Dan Ticktum
- Costa Toparis
- Tim Tramnitz

## U
- Ugo Ugochukwu

## V
- Yaroslav Veselaho
- Frederik Vesti - Kampioen 2019
- David Vidales
- Jüri Vips

## W
- Maya Weug
- James Wharton
- Piotr Wiśnicki
- Charlie Wurz

## Y
- Hiyu Yamakoshi
- Enzo Yeh

## Z
- Matías Zagazeta
- Lirim Zendeli